# 桐山のりゆき
桐山 のりゆき（きりやま のりゆき、1969年9月7日 ｰ ）は、日本プロ麻雀協会所属のプロ雀士。同協会で理事を務める。
世界における麻雀普及活動、ネットにおける競技麻雀の普及活動、マインドスポーツとしての小中学生への競技麻雀普及活動に尽力。
カジノゲームにも精通し、ラスベガスセミナーの講師も務める。

## 人物
竹書房主催麻雀最強戦において3年連続で大阪代表として本戦出場し、毎回決勝に残る実績等から日本プロ麻雀協会運営メンバーの薦めを受けてプロ資格取得。
空港運営等法人運営に関する知見、執行部としての実績等より、日本プロ麻雀協会の一般社団法人化において理事就任。
世界の麻雀大会出場多数。

## 獲得タイトル
- 第1回 リーチ麻雀世界選手権 4位[9][10]
- 第8回 ウェスタンチャンピオンシップ 4位